# Stadt- und Regionalbibliothek Frankfurt (Oder)

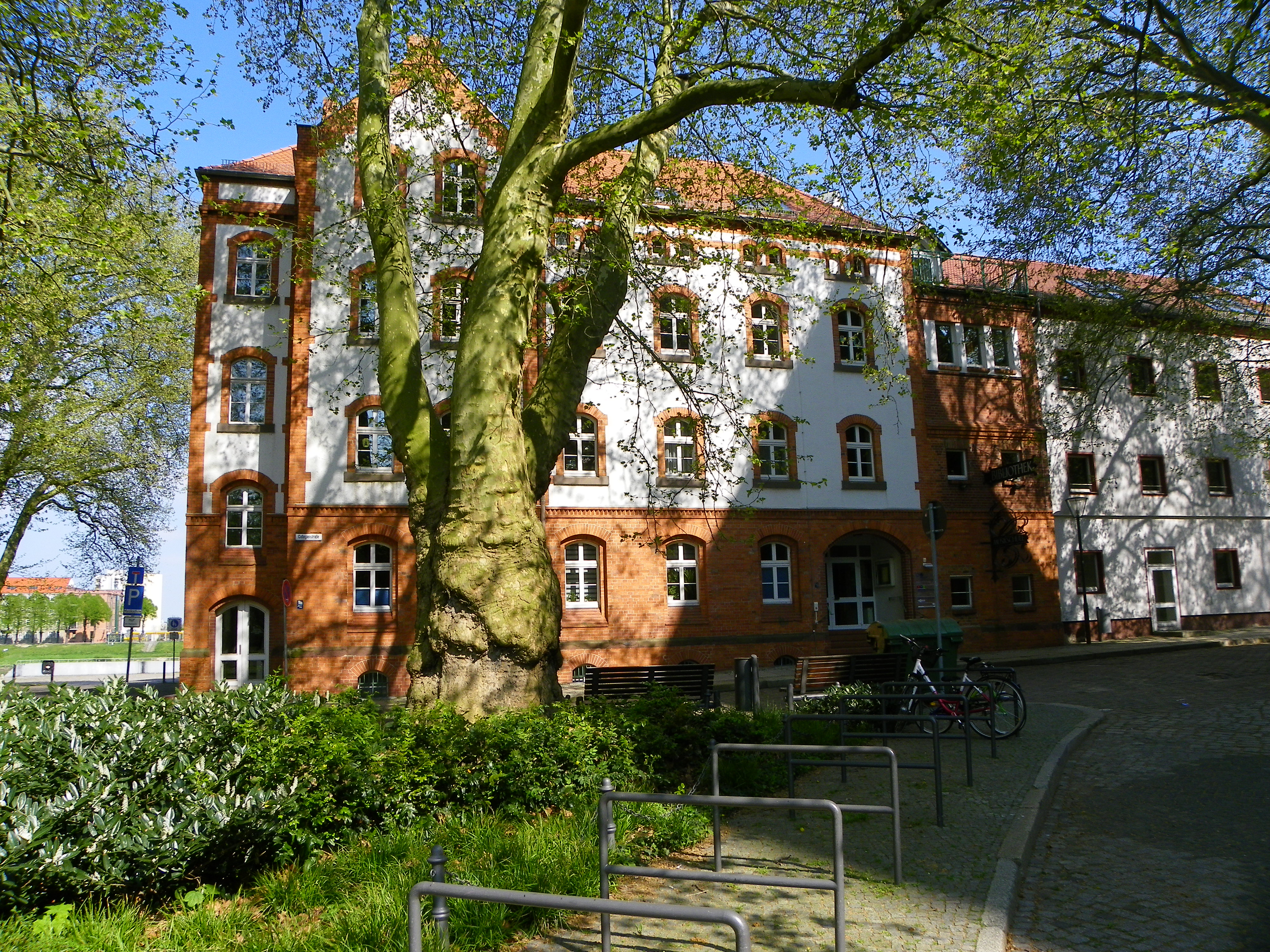
Haus 2

Die Stadt- und Regionalbibliothek (SRB) Frankfurt (Oder), Teilbetrieb des Kultureigenbetriebes Frankfurt (Oder) ist eine Öffentliche Bibliothek mit Sitz in zwei Häusern im Zentrum der Stadt. Sie bietet neuesten Standard in historischen, denkmalgeschützten Gebäuden. Im deutschlandweiten Bibliotheksranking belegte sie den 1. Platz in den Jahren 2009–2012 in der Auftragserfüllung und erhielt 2013 sogar Goldstatus und war somit in der Topgruppe beim Bibliotheksindex.

## Geschichte
Mit der Bücherhallenbewegung in den 1890er Jahren wurde am 1. April 1906 die Städtische Bücher- und Lesehalle unter der Leitung von Felix Plage im Klöckner’schen Haus in der Oderstraße 41 eröffnet. Zur Einrichtung der Bücherregale standen Plage 20.000 Mark zur Verfügung. 5.000 Bücher, Zeitungen, Zeitschriften und Bildbände konnten vor Ort genutzt werden. Die Lesekarte, mit 20 Entleihungen, kostete 20 Pfennige. Im Ersten Jahr erfolgten 67.000 Ausleihen.
Sieben Jahre später begann die Außerhausausleihe. In den Jahren 1920 bis 1925 erfolgte die Übernahme der Ratsbücherei, Ostmark-Bücherei und Kleist-Bücherei. Im darauf folgenden Jahr gab es die erste von drei Umbenennungen in Städtische Bücherei.
1932 zog dann die gesamte Bücherei in das Stadthaus Bischofstraße 17, wo sie bis heute ihren Hauptsitz hat. Zehn Jahre später wurde die Musikbücherei im Kleist-Haus eröffnet. Am 6. Februar 1946 gab es eine vorübergehende Schließung auf Grund von Kriegsschäden. Die Wiederaufbauarbeiten begannen am 1. Juni desselben Jahres und nahmen etwa fünf Monate in Anspruch. Am 5. November konnte die Ausleihe wieder beginnen. 1950 wurde der Lesesaal und die Musikabteilung eröffnet. In der Zeit von 1953 bis 1980 arbeitete man am Aufbau eines Zweigstellennetzes. 1954 erfolgte die zweite Namensänderung von Frankfurter Stadtbibliothek in Stadt- und Bezirksbibliothek sowie die Errichtung einer selbständigen Kinderbibliothek. Vier Jahre später öffnete die Musikbibliothek. 1960 wurde auf die Freihandaufstellung umgestellt.
Eine Reorganisation fand 1986 in Form einer thematischen Buchaufstellung statt. Die Bibliothek führte diese Maßnahmen als erste Staatliche Allgemeinbibliothek in der DDR durch. 1990 fand die letzte Namensänderung statt. Die Stadt- und Bezirksbibliothek wurde zur Stadt- und Regionalbibliothek umbenannt. Drei Jahre später erfolgte die Umstellung auf vollständigen EDV-Einsatz. Ab 1997 war die Bibliothek als eine der ersten in Deutschland auch über das Internet zu erreichen und stellt seitdem Internetplätze mit Multimedia-Funktionen zur Verfügung. Ein Jahr später wurde die Stadt- und Regionalbibliothek Teilbetrieb des Eigenbetriebes Kulturbetriebe der Stadt Frankfurt (Oder). 2002 erfolgte dann die letzte Schließung der ehemals neun Zweigstellen. Im Jahr darauf zog die Musikbibliothek, Kinderbibliothek und die Bildstelle in das Kulturzentrum, wo die doppelte Ausleihfläche zur Verfügung steht. Die Einführung einer neuen Software (WinBIAP) mit Web-OPAC fand im Jahr 2007 statt. Im Oktober 2007 erfolgte die Eröffnung der E-Ausleihe, eine Ausleihe digitaler Medien über das Internet. Seit Februar 2012 findet diese im Verbund mit der Stadt- und Landesbibliothek Potsdam, SRB Cottbus, der Fouqué-Bibliothek Brandenburg an der Havel sowie Bibliotheken des Landkreises Potsdam-Mittelmark unter einem gemeinsamen Webauftritt als E-Ausleihe Brandenburg statt.

## Bestand und Dienstleistungen

### Medienbestand
Die Stadt- und Regionalbibliothek hatte im Jahr 2014 einen Gesamtmedienbestand von 147.923 Medieneinheiten (ME), der sich wie folgt zusammensetzt:
| Anzahl | Gattungen                   |
| ------ | --------------------------- |
| 36.169 | Sachliteratur               |
| 59.656 | Nonbook-Medien              |
| 23.518 | Kinder- und Jugendliteratur |
| 18.101 | Belletristik                |
| 13.046 | Virtuelle Medien im Verbund |
| 4.459  | Zeitschriften               |
| 4.019  | Magazinbestand              |

Der gesamte Medienbestand verteilt sich auf zwei Häuser im Zentrum der Stadt und virtuell auf die E-Ausleihe. Die Publikumsfläche beider Häuser der Bibliothek beträgt insgesamt 1.364 m².

### Einrichtungen
In Haus 1 und 2 der Stadt- und Regionalbibliothek befinden sich Medien der folgenden Bereiche:
Haus 1
- Schöne Literatur
- Sachliteratur
- Regionalkundliche Literatur
- Bestseller
- Biographien
- Großdruckbücher
- Reiseführer
- Hörbücher
- Zeitungen, Zeitschriften
- Noten
- Filmmedien (DVDs, Blu-ray-Discs)
- Sondersammlung zu Carl Philipp Emanuel Bach

Der Medienbestand befindet sich im Erdgeschoss und den ersten zwei Etagen. In der dritten Etage hat die Verwaltung ihren Sitz. Das historische Gebäude steht unter Denkmalschutz und wurde anfangs als Teppichhaus genutzt. Die Stadt- und Regionalbibliothek ist mit Aufzug und Rampe sowie einem entsprechend ausgestatteten WC behindertengerecht eingerichtet.
Haus 2
- Kindermedien (Bücher, Tonies, Hörbücher, DVD und Blu-ray-Discs)
- Jugendmedien (Bücher, Hörbücher, DVD)
- Gesellschaftsspiele, Konsolenspiele (PlayStation, Nintendo, XBox)
- Zeitschriften

Die Kinder- und Jugendbibliothek ist zusammen mit der Musikschule und der Gedenkstätte für Opfer politischer Gewaltherrschaft im Haus 2 untergebracht. Der Medienbestand verteilt sich von der dritten bis zur fünften Etage. Das Gebäude fungierte bis 1969 als Gefängnis und wurde 2001 für den Einzug der Bibliothek saniert.

### Besonderheiten
Als Sonderbestände von Haus 1 sind die Sammlungen zu Carl Philipp Emanuel Bach mit ca. 580 ME und magazinierte DDR-Kinderliteratur zu erwähnen. Rare Titel der Eterna-Schallplatten sowie Noten und Sachliteratur bilden einen Bestandsumfang von etwa 380 ME. Seit 1998 gehört die Stadtbildstelle des Schulverwaltungsamtes Frankfurt (Oder) zur Stadt- und Regionalbibliothek, mit Sitz in der Kinder- und Musikbibliothek. Der Medienbestand von ca. 4.300 Dias, Filmen, Videos und DVDs steht den verschiedenen Bildungseinrichtungen für die Unterstützung des Unterrichts zur Verfügung. Zu den tangierenden Medien gehört aber ebenso Sachliteratur in Buchform, welche die Medienlehre sowie Wertevermittlung und Unterrichtsphilosophie behandelt.
Die regionalkundliche Literatur wird ständig erweitert und möglichst vollständig erschlossen. Der Bestand dient dem Studium der Regionalgeschichte und umfasst auch Materialien, die außerhalb des Buchhandels erscheinen, wie Heimatkalender, Veranstaltungsprogramme und Faltblätter. Eingerichtet wurde 2009 hierzu auch ein Regal zu regionalen Literaten, um einen Identitätsakzent für die aktive Literaturszene der Region zu setzen. Vier Mal im Jahr findet ein Autorentreffen regionaler Schriftstellerinnen und Schriftsteller sowie einmal jährlich die Nacht der Poesie statt, bei der die regionale Literaturszene eigene Texte präsentieren kann.

### Statistik
Seit 2009 nimmt die Bibliothek am Bibliotheksindex (BIX) teil. Beim BIX 2009 belegte sie Platz 5 in der Gesamtwertung und Platz 1 in der Auftragserfüllung. Diesen 1. Platz in der Auftragserfüllung konnte die Bibliothek in den Jahren 2010 und 2011 halten. Im Jahr 2013 belegte die Bibliothek viermal Gold in den Kategorien Angebot, Nutzung, Effizienz und Entwicklung. Die Einwohnerzahl der Stadt Frankfurt (Oder) ist seit dem Jahr 2000 um über 13.000 Abmeldungen massiv zurückgegangen. Dementsprechend ist die Anzahl der aktiven Benutzer der Bibliothek in den letzten zehn Jahren ebenfalls um ca. 10.000 zurückgegangen, konnte jedoch 2011 erstmals stagnieren. In den Jahren 2009, 2010 und 2011 konnte eine Besuchersteigerung erzielt werden, zuletzt im Jahr 2011 um über 10.000 Besucher. Der Medienbestand ist in den letzten Jahren entsprechend dem Bevölkerungsrückgang angepasst worden. Im Jahr 2013 erzielte die Bibliothek 653.543 Entleihungen, im Jahr 2014 erzielte sie 668.592 Entleihungen.

### Kataloge und Datenbanken
- E-Ausleihe Brandenburg
- magazinierte DDR-Kinderliteratur
- Online-Katalog – Recherche im gesamten Medienangebot der Stadt- und Regionalbibliothek, Vorbestellung entliehener Titel sowie Verlängerungen
- Sammlungen zu Carl Philipp Emanuel Bach
- Web-2.0-Katalogfunktionen

### E-Ausleihe
Als fünfte Bibliothek Deutschlands und erste in den neuen Bundesländern bietet die Stadt- und Regionalbibliothek seit 2007 die E-Ausleihe an. Digitale Medien in Form von E-Books, E-Papers, Hörbüchern, E-Musik und E-Videos können rund um die Uhr von zu Hause aus mit der Nutzernummer heruntergeladen werden. Das Zurückgeben entfällt, da die Datei automatisch nach Ablauf der Frist gelöscht wird.

### Veranstaltungsprogramm
Ihre Kernaufgaben sieht die SRB in der Leseförderung, der Vermittlung von Medienkompetenz sowie der Literaturförderung und leistet mit ihrem dazugehörigen Veranstaltungsprogramm einen wichtigen Beitrag zur kulturellen Bildung bei den Bürgern. Neben der Beteiligung an Leseförderprojekten wie dem Programm „Lesen macht stark“ oder „Lesestart – Drei Meilensteine für das Lesen“ bietet die Bibliothek ein spezielles Vorlesetraining für Eltern oder auch Lehrkräfte an.
Des Weiteren gibt es eine Vielzahl an Veranstaltungsreihen zur Literaturvermittlung, die auch die Lesebegeisterung wecken sollen. So gibt es beispielsweise das Literaturcafé, in dem sich die Teilnehmer in gemütlicher Runde über gern gelesene Bücher austauschen können. Zudem bietet die SRB in den Wintermonaten ein Literaturkino an. Darüber hinaus findet einmal im Jahr die „Nacht der Poesie“ statt, bei der die vielfältige, kreative und ehrenamtliche freie Szene, die sich literarisch betätigt, ein öffentliches Podium erhält. Durch die „Nacht der Poesie“ und das viermal im Jahr stattfindende „Autorentreffen“ fördert die SRB das literarische Angebot der Stadt und Region. Daneben finden zahlreiche weitere einzelne Veranstaltungen für alle Altersgruppen statt, in denen Literaturverständnis und Medienkompetenz vermittelt werden, wie:
- Bilderbuchkino
- Das Leben erzählen (in Kooperation mit dem Verein „My Life – erzählte Zeitgeschichte“ e. V.)
- Vorlesetraining (in Kooperation mit der VHS)
- Vorlesewettbewerbe (in Kooperation mit dem Börsenverein des Deutschen Buchhandels)
- Zwischen()Welten (in Kooperation mit der Europauniversität Viadrina)

### Allgemeine Serviceleistungen
- 24 Stunden Verlängerung über den Anrufbeantworter oder das Internet
- Ausleihe von E-Book-Readern
- Führungen für Senioren, Erwachsene, Jugendliche und Kinder – regelmäßige öffentliche Führungen, auch Einführungen in den Online-Katalog (OPAC) und die E-Ausleihe
- Leihverkehr
- Leserwünsche
- Medientipps
- Mobiler Bibliotheksdienst
- PC-Arbeitsplätze mit Internetnutzung und Multimedia-Funktionen, Textverarbeitung, Scanner, Brenner, Kopierer sowie Fax
- Standing Order, um bei Bestsellerwünschen schnell zu reagieren
- Veranstaltungen zu literarischen und aktuellen Themen für Erwachsene und Kinder
- WLAN im Haus 1

### Kooperationen
Die Stadt- und Regionalbibliothek Frankfurt (Oder) arbeitet mit über 150 Institutionen, Vereinen und anderen Partnern zusammen. Dazu zählen unter anderem: Universitätsbibliothek Viadrina, Kleines Kino e. V., Märchenland e. V., Kleist-Museum, Friedrich-Bödecker-Kreis e. V., Stiftung Lesen oder MyLife e. V. Ziel der Bibliothek ist es, konzeptionell ihr Partnernetzwerk weiter auf- und auszubauen, um die zahlreichen Vorteile durch Kooperationen effektiv nutzen zu können.
Am 23. April 2012, zum Welttag des Buches, hat sich auf Initiative des Bibliotheksdirektors Dirk Wissen der Verein „Freundeskreis der Stadt- und Regionalbibliothek Frankfurt (Oder)“ gegründet. Unter den 15 Gründungsmitgliedern befinden sich nicht nur Stadtverordnete, sondern auch Mitarbeiter der Europa-Universität, Mitarbeiter des Frankfurt-Słubicer Kooperationszentrums und des Kultureigenbetriebes, aktive und ehemalige Bibliothekare aus Frankfurt (Oder) und Słubice, ein Fotograf, ein Grafiker, eine Buchhändlerin, eine Schriftstellerin und eine Musikpädagogin, eine Vertreterin des Vereins „My life“ sowie engagierte Ehrenamtliche der Bibliothek.
Der Zweck des Vereins ist laut Satzung, „die ideelle und materielle Unterstützung und kulturelle Förderung der Stadt- und Regionalbibliothek Frankfurt (Oder)“. Der Verein will u. a. den Bildungs- und Kulturauftrag der Bibliothek unterstützen und die gesellschaftliche Bedeutung der Bibliothek stärken, ist selbstlos tätig und verfolgt keine eigenwirtschaftlichen Zwecke.